# Lea Heinrich
Lea Heinrich (* 1984 in Duderstadt) ist eine deutsche Künstlerin, Illustratorin und Comiczeichnerin.

## Leben
Heinrich studierte an der Kunsthochschule Kassel Visuelle Kommunikation mit den Schwerpunkten Comic und Illustration. Seit ihrem Abschluss 2012 arbeitet sie als selbstständige Illustratorin und Comiczeichnerin. Von 2013 bis 2015 lebte sie in Brooklyn, anschließend in Leipzig und Berlin. Im Jahr 2015 zählte ihr Buchprojekt Lucky Boy zu den Finalisten im Wettbewerb um den Comicbuchpreis der Berthold Leibinger Stiftung. 2016 kehrte Heinrich nach Kassel zurück, um einen Lehrauftrag an der Kunsthochschule Kassel anzutreten.
Vom Wintersemester 2016/17 bis 2017/18 gab sie an der Kunsthochschule Kassel Zeichenkurse. Seit dem Jahr 2020 ist Heinrich als künstlerische Mitarbeiterin der Klasse „Comic und Illustration“ von Prof. Hendrik Dorgathen im Studiengang Visuelle Kommunikation tätig. 2018 leitete sie einen Kurs bei den Buchkindern Kassel.
Heinrich lebt und arbeitet in Kassel.

## Werke (Auswahl)
- Lea Heinrich: Meanwhile. Rotopol (Gicléedruck auf Baumwollpapier).
- Lea Heinrich: When I was Young. Rotopol, Kassel 2010.
- Lea Heinrich: Hearsay. Rotopol, Kassel 2016, ISBN 978-3-940304-55-1, S. 40.
- Lea Heinrich: Peacock Island. Rotopol, Kassel 2017.
- Lea Heinrich: Ghosty. Rotopol (Set mit 8 temporären Tattoos).
- Lea Heinrich: Postkartenset. Rotopol.
- Lea Heinrich: Silkscreen Print Series: Leave Don't Leave! Brooklyn, NY. Dezember 2015.

## Auftraggeber
- The New Yorker[4]
- The Guardian[5]
- Der Spiegel
- The Pitchfork Review
- The Architectural Review
- Hohe Luft Magazin
- The Lifted Brow
- Timbuktu Labs
- Harry´s
- Design Hotels
- Cockroach Labs